# たでのはな美術館
たでのはな美術館（蓼の花美術館、たでのはなびじゅつかん）は兵庫県赤穂市に所在する美術館。

## 概要
2005年、赤穂市の花岳寺通り商店街の貸店舗を改装し、日本板画院同人の館主によって収集された、棟方志功、平塚運一、斎藤清、川上澄生、橋本興家など著名な版画家の作品200点あまりを展示紹介する、版画専門の私設美術館としてスタート。毎年、11・12月には、忠臣蔵の浮世絵作品を展示するなど、年間5回の企画展を開催した。
2008年、所蔵作品数は400点以上に膨らんだが、3年間という空き店舗対策の補助金の終了に加えて、入館者数の減少などによって閉館。
2012年、市内外の復活を望む声に応えて、赤穂御崎への道沿いの尾崎地区に、小さいながら3階建ての建物で、1階を展示室。2階休息室。3階は版画制作の工房として再開。多くの近代日本の版画家の木版画1200点あまりを、年4回程度の企画展で公開している。
館名の「たでのはな」は、赤穂の地名の起源となった「蓼」から命名。

## 交通アクセス
- JR赤穂線「播州赤穂駅」よりバスに乗換え「明神木」バス停で下車、徒歩すぐ[1]
- 山陽自動車道「赤穂IC」より約15分[1]